# Rhaphidophora typha
Rhaphidophora typha — вид квіткових рослин із родини Araceae, роду Rhaphidophora. Це ліана, рідним ареалом якої є Борнео.